# 大和二見站
大和二見站（日语：／ Yamato-Futami eki */?）是位於奈良縣五條市二見三丁目1番1號，西日本旅客鐵道（JR西日本）的和歌山線車站。

## 歷史
在JR和歌山線中，高田站至五條站之間原本由私鐵南和鐵道建設。後來，為了方便轉乘吉野川航運路線，因此延伸路線至二見站（後來為川端站）。葛至五條之間首先在1896年（明治29年）10月25日啟用。五條至二見之間（長1英里71鏈，約3,038米）為貨物線。
後來，五條至和歌山（後來為紀和站）之間原來由私鐵紀和鐵道建設，在五條至二見之間的貨物線中，部分工程由紀和鐵道建設。於1898年（明治31年）4月11日，五條至橋本之間開業之際，從五條起的78鏈70連（約1,583米）處設置了紀和鐵道起點，該處為兩公司的路線分支點。當時該處只是一個分支點，沒有設置車站。但是在1899年（明治32年）9月18日至10月1日之間在該處設置了二見臨時停車場，當時停車場位於距離五條1英里5鏈（約1,709米）。後來開設二見站時距離五條79鏈。而臨時停車場位於距離二見站往和歌山一方6鏈（約120米）處。
當初紀和鐵道使用了南和鐵道線部分路段，暫定直至全線建設完成為止，後來進行了交涉，使這情況變為恆久措施。在1901年（明治34年）7月1日的契約中，五條以西的旅客列車由紀和鐵道營運，五條至二見的貨物列車由南和鐵道營運。在同年10月9日得到遞信大臣的認可，紀和鐵道的起點站正式遷移至分支點處。在契約中，分支點開設的新車站由紀和鐵道管理。在1902年（明治35年）6月3日，分支點（距離五條79鏈，約1,589米）處開設二見站，同日把原來名為二見站改名為川端站。
紀和鐵道後來賣給關西鐵道。在1904年（明治37年）5月17日營運業務全面由委托給關西鐵道，8月27日正式賣給關西鐵道。使此站成為關西鐵道所屬車站。而南和鐵道出售給關西鐵道，於1904年（明治37年）10月1日起關西鐵道托管南和鐵道，於同年12月9日正式轉讓。二見站成為關西鐵道單獨暨分支車站。而關西鐵道於1907年（明治40年）10月1日被國有化，二見站成為官設鐵道車站。
在1919年（明治42年）4月15日，車站名稱改為大和二見站。在車站啟用以來都設有貨物起卸業務，即是一般車站。在1971年（昭和46年）4月26日結束貨物業務，成為旅客車站。而於此站分支至川端的貨物線中，於1982年（昭和57年）10月1日廢止。

### 年表
- 1898年（明治31年）4月11日 - 南和鐵道於貨物線設置紀和鐵道的連接點（分支）[2][4]。
- 1899年（明治32年）
  - 9月18日 - 設置二見臨時停車場，距離五條1英里5鏈處[5]。
  - 10月1日 - 二見臨時停車場廢止[5]。
- 1902年（明治35年）6月3日 - 在紀和鐵道連接點設置二見站（日语：／）[1]。
- 1904年（明治37年）
  - 5月17日 - 紀和鐵道委托關西鐵道營運[9]。
  - 8月27日 - 關西鐵道收購紀和鐵道，成為關西鐵道旅客車站[10]。
  - 12月9日 - 關西鐵道收購南和鐵道[12]。
- 1907年（明治40年）10月1日 - 關西鐵道被國有化（日语：鉄道国有法），成為帝國鐵道廳車站[12]。
- 1909年（明治42年）10月12日 - 制定路線名稱，成為和歌山線車站[13]。
- 1919年（大正8年）4月15日 - 車站改名為大和二見駅（日语：／）[5]。
- 1971年（昭和46年）4月26日 - 貨物営業廃止[5]。
- 1982年（昭和57年）10月1日 - 此站至川端站之間的貨物支線廢止[2]。
- 1984年（昭和59年）
  - 10月1日 - 五條站至和歌山站之間電氣化[14]。
  - 10月20日 - 成為無人車站。
- 1987年（昭和62年）4月1日 - 伴隨國鐵分割民營化，車站由西日本旅客鐵道（JR西日本）營運[14][15]。
- 2019年（令和元年）6月 - 車站大樓重建。
- 2020年（令和2年）3月14日 - 車站開始可以使用IC卡「ICOCA」[16]。

## 車站構造

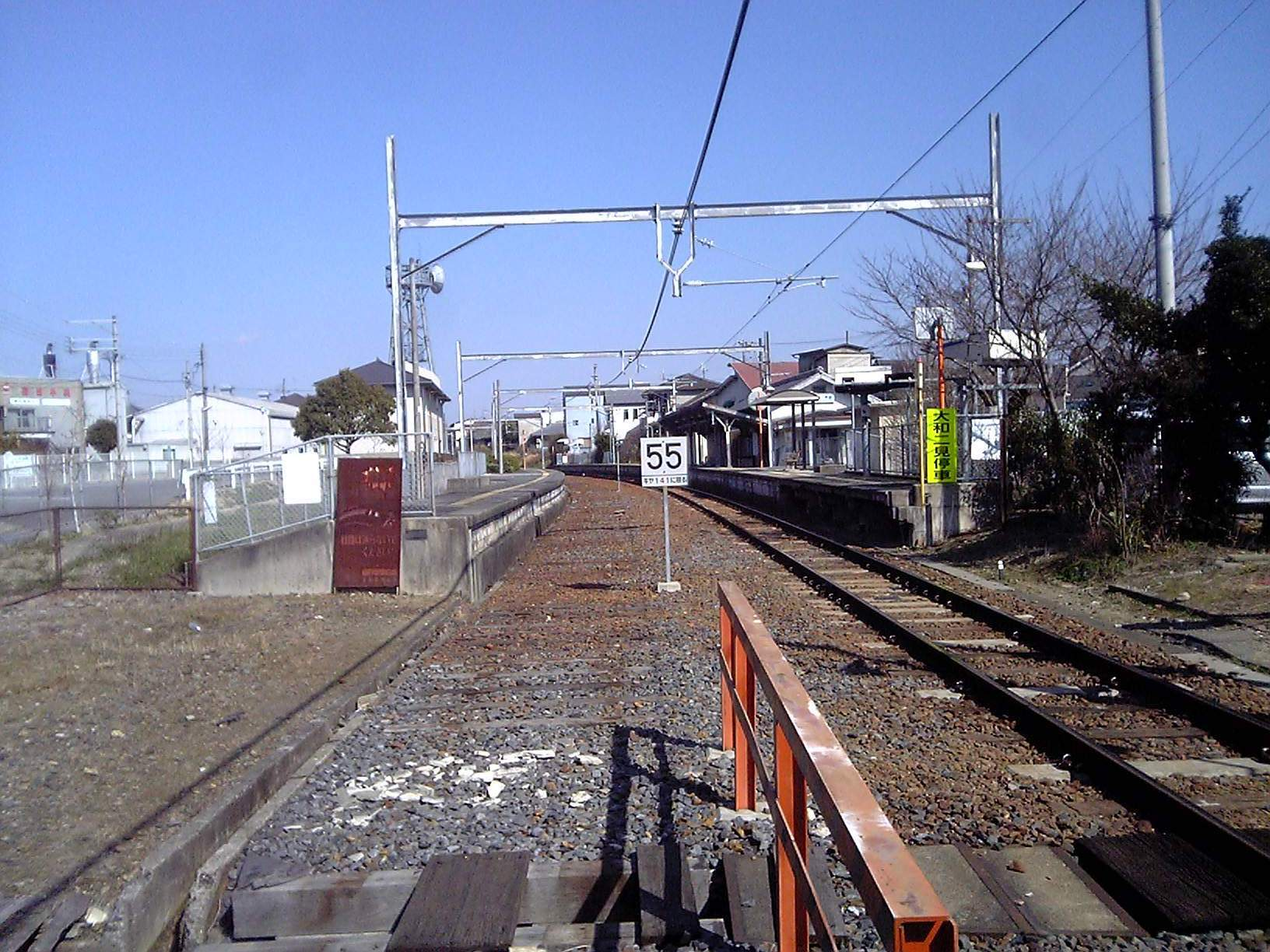
隅田站一方的平交道望向站內（2010年2月）

車站是一座地面車站，設有1面1線的單式月台。橋本方向的列車會開啟左邊車門。月台建設彎道上。
在關西鐵道時代的車站配線圖中，於單式月台外設有島式月台，共有2面3線月台。在島式月台外側設有1條側線。另外此站往五條一方設有前往川端的貨物線，貨物線經過車站大樓南邊前往川端。在昭和40年代後半期發行的書籍內記載的配線圖中，島式月台外側沒有側線，在島式月台外側設有另一座月台，該月台上設有貨物棚和起重機。在前往川端的貨物線上設有小型月台，用作交換電氣路籤。現時島式月台已經撤走，而島式月台對面的月台還未撒走，但是被鐵絲網圍封，不能進入該處。由於車站還設有場內、出發信号燈，因此車站被定義停留所。
此站是由橋本站管理的無人車站。車站曾經設有古老木造車站大樓，在車站大樓側邊設有出入口。在2019年重建為簡易車站大樓。在檢票口外設有廁所。

## 使用狀況
根據「和歌山縣統計年鑑」，以下為1日平均乘車人次：
| 年度 | 1日平均 乘車人次 |
| ---- | ---------------- |
| 2005 | 259              |
| 2006 | 245              |
| 2007 | 221              |
| 2008 | 219              |
| 2009 | 203              |
| 2010 | 207              |
| 2011 | 226              |
| 2012 | 215              |
| 2013 | 213              |
| 2014 | 217              |
| 2015 | 234              |
| 2016 | 228              |
| 2017 | 216              |
| 2018 | 207              |

## 車站周邊
車站位於五條市區西端，附近設有民居。在檢票口對出左手邊設有國道24號。在國道上沒有商店街，但是設有超級市場和商店。
- 五條新町（日语：五條新町）
- 近畿地方整備局（日语：近畿地方整備局）和歌山河川國道事務所五條出張所
- 奈良縣吉野川淨化中心
- 日本郵便五條二見郵局
- 二見之大木庫（國家指定自然紀念物）
- 寄足山生蓮寺（日语：生蓮寺 (五條市)）
- 國道24號
- 五條市立五條中學
- 港南Home Stock五條二見店
- 大桑（日语：オークワ）五條店
- 河邊酒店

## 巴士路線
五條市社區巴士
- C系統　前往畑田／前往縣立五條醫院

※ 平日只有1往返班次。
五條市需求型社區巴士（木之原、二見方向）
- 前往縣立五條醫院／木之原、JR五條站方向 前往AEON五條店

※ 平日只有3往返班次。

## 其他
- 全日本設有多座以「二見」為車站名稱一部分的車站，但是沒有單獨名為「二見站」的車站。
- 此站是奈良縣最南旅客車站。
  - 在奈良縣內，車站位於中西部位置，縣內車站南邊（即縣內南邊）位處紀伊山地，因此該處區域沒有敷設車站。
- 在1980年3月3日至1984年9月30日之間，此站是奈良縣內雖一沒有電氣化列車停靠的旅客車站。在1984年10月1日起，和歌山線五條至和歌山之間電氣化後，此站終於設有電氣化列車停靠，同時奈良縣內所有旅客車站均設有電氣化列車停靠。同時關西本線木津至奈良之間也電氣化（當時平城山站還未啟用），使縣內所有旅客鐵路線均電氣化。
- 在2020年3月13日前，此站是奈良縣內唯一不可使用全國互相使用IC卡的旅客車站，在3月14日起隨著引入ICOCA閘機，所有奈良縣內的旅客車站均可使用全國互相使用IC卡。

## 相鄰車站
西日本旅客鐵道（JR西日本）
 和歌山線
■快速（粉河站以東各站停車）、■普通
五條－大和二見－隅田

### 曾經存在的路線
日本國有鐵道
和歌山線貨物支線
大和二見－川端站

## 注腳
1. 1 2 3  《停車場變遷大事典 國鐵、JR編》第2卷 pp.361, 364
2. 1 2 3 4 5  《停車場變遷大事典 國鐵、JR編》第2卷 p.364
3. 1 2  《關西鐵道史》pp.161 - 162
4. 1 2  《紀和鐵道沿革史》p.19
5. 1 2 3 4 5 6 7  《停車場變遷大事典 國鐵、JR編》第2卷 p.361
6. 1 2  《紀和鐵道沿革史》pp.72 - 77
7. ↑  《紀和鐵道沿革史》pp.67 - 68
8. ↑  . 大藏省印刷局. 1902-06-06  [2013-05-11]. （原始内容存档于2020-01-02） （日语）.
9. 1 2  《紀和鐵道沿革史》pp.114 - 119
10. 1 2  《紀和鐵道沿革史》pp.119 - 120
11. ↑  《關西鐵道史》p.167
12. 1 2 3 4  《關西鐵道史》p.491
13. ↑  《歴史でめぐる鉄道全路線 国鉄・JR》42號 20頁
14. 1 2  《歴史でめぐる鉄道全路線 国鉄・JR》42號 21頁
15. ↑  『交通年鑑 昭和63年版』 交通協力會，1988年3月。
16. ↑   (PDF) (新闻稿). 西日本旅客鉄道和歌山支社. 2019-12-13  [2021-01-08]. （原始内容存档 (PDF)于2021-01-04） （日语）.
17. ↑  《關西鐵道史》p.442
18. ↑  《Scenery Guide》p.106

## 外部連結
- 大和二見｜車站資訊：JR出門網 - 西日本旅客鐵道（日語）
- 大和二見駅（JR西日本） （页面存档备份，存于）